# Мали куду
Мали куду (лат. Tragelaphus imberbis) је антилопа из реда папкара (Artiodactyla) и породице шупљорога говеда (Bovidae).
Постоје две врсте кудуа, мали и велики куду.

## Опис
Тело кудуа је прекривено вуном.
Код мужјака, вуна је сиво — смеђа, а код женки и младунаца је светлосмеђа. Карактеристична карактеристика кудуа је присуство на телу танких вертикалних линија беле боје. Куду такође има беле ознаке на образима и беле пруге између очију.
Тежина мужјака малог кудуа је око 100 килограма, а тежина женке око 60 килограма. Мужјак кудуа има увијене рогове, дуге 75 — 90 центииметара.
Кудуи живе у малим групама, у којима могу бити само мужјаци или само женке, са младима. Неке веће групе су мешане.
Активни су првенствено ноћу, али и дању, ако није превише топло.

## Станиште
Ова врста антилопе живи у шипражју и пустињским шикарама.
Распрострањена је само у Етиопији, Кенији и Сомалији.

## Размножавање
Парење се одвија током целе године. Млади се рађају након седам месеци.

## Исхрана
Храни се листовима и младим гранама.
Природни непријатељи кудуа су леопарди, дивљи пси и лавови.

## Галерија
- Крдо малих кудуа
- Мужјак
- Женке